# Lathyrus humilis
Lathyrus humilis är en ärtväxtart som först beskrevs av Nicolas Charles Seringe, och fick sitt nu gällande namn av Spreng.. Lathyrus humilis ingår i släktet vialer, och familjen ärtväxter. Inga underarter finns listade i Catalogue of Life.